# Tomas Ek
Georg Tomas Bertel Ek, född 6 januari 1957 i Helsingfors, död 2 maj 2020 i Helsingfors, var en finlandssvensk musiker och radiojournalist. Han var en populär programledare på Yle Vega och Yle X3M. Ek var gift med programledaren Bettina Sågbom-Ek.
I Finlands uttagning till Eurovision Song Contest 1984 framförde Ek två bidrag i finalen, Machoman på svenska och den andra låten Kevään saan tillsammans med Leena Nilsson på finska.
Med låten Du går så skyggt kom Ek på fjärde plats i Finlands uttagning till Eurovision Song Contest 1990. Uttagningens vinnarlåt Fri? och tvåan Jag tror på friheten var också framförda på svenska, medan de övriga åtta bidragen i finalen var på finska.
1993 spelade han läraren "Steve" i den finlandssvenska tv-serien "16" som blev en stor succé. Där hade han bland annat en duett med Ami Aspelund vid namn "Vi ska va vi". Tv-serien har senare kallats en kultserie. 
Sin sista låt som musiker gav han ut på Youtube 2017. En singel kallad Finnes vals & Mitt liv börjar med dej.